# Puncshong

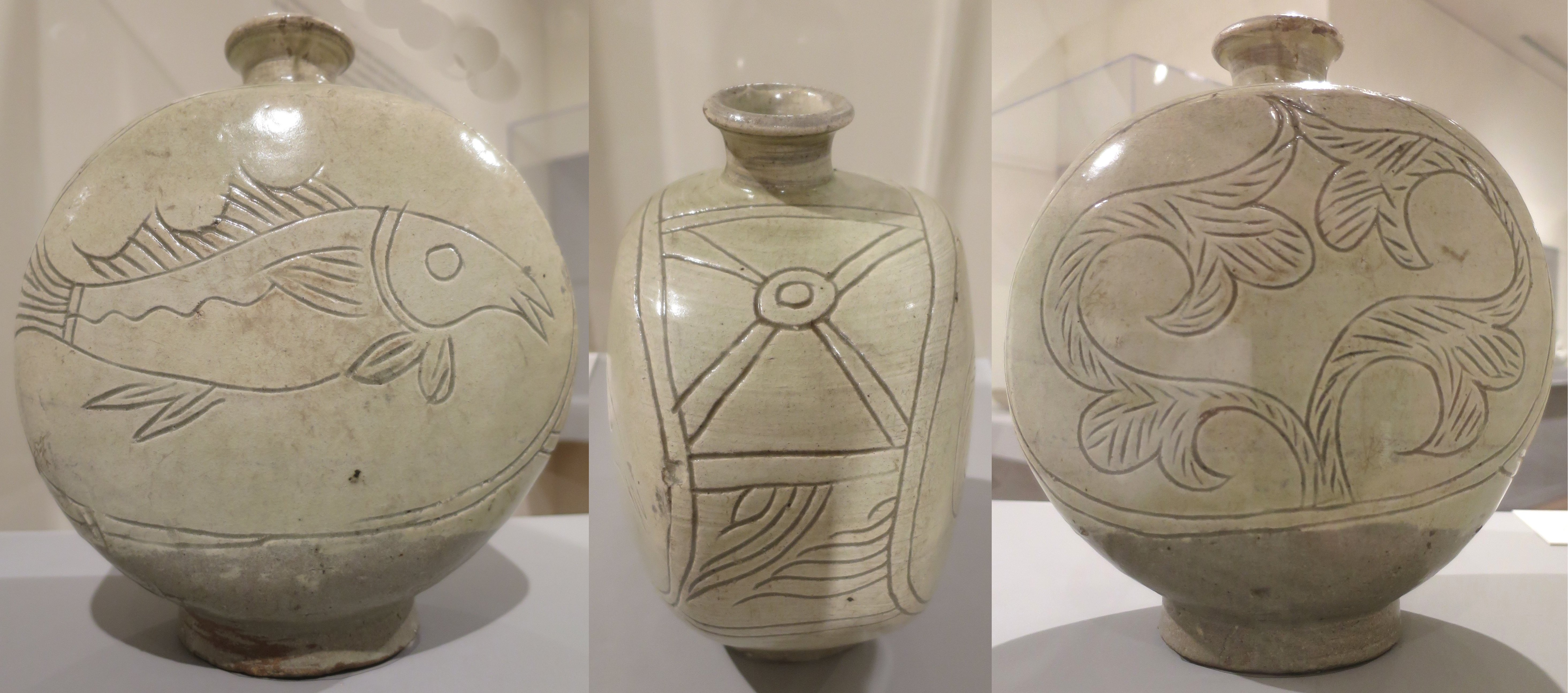
15. századi puncshong (buncheong) flaska

A puncshong (buncheong) (hangul: 분청사기, puncshong szagi, handzsa: 粉靑沙器, RR: buncheong sagi) jellegzetes koreai kőcserépedény, mely a 15. és 16. században volt jellemző a Csoszon (Joseon)-korra. A puncshong (buncheong) folyékony fehéragyag-bevonattal (szlip) készül és fantáziadús mintái különböztetik meg más cserépmunkáktól. Egy időben létezett a koreai porcelánnal, ami végül a 16. század végére kiszorította. A tradíció átkerült a japán kerámiaművészetbe, köszönhetően a japán megszállásnak, amikor koreai fazekasokat hurcoltak el Japánba.
A szó maga összevonás, a pundzsang höcshong szagi (bunjang hoecheong sagi) (분장회청사기, szürkés-zöld kőcserépedény fehér mázzal) nevet még az 1930-as években Ko Juszop (고유섭, Go Yuseop) művészettörténész adta ennek a típusú kerámiának.

## Jellemzői

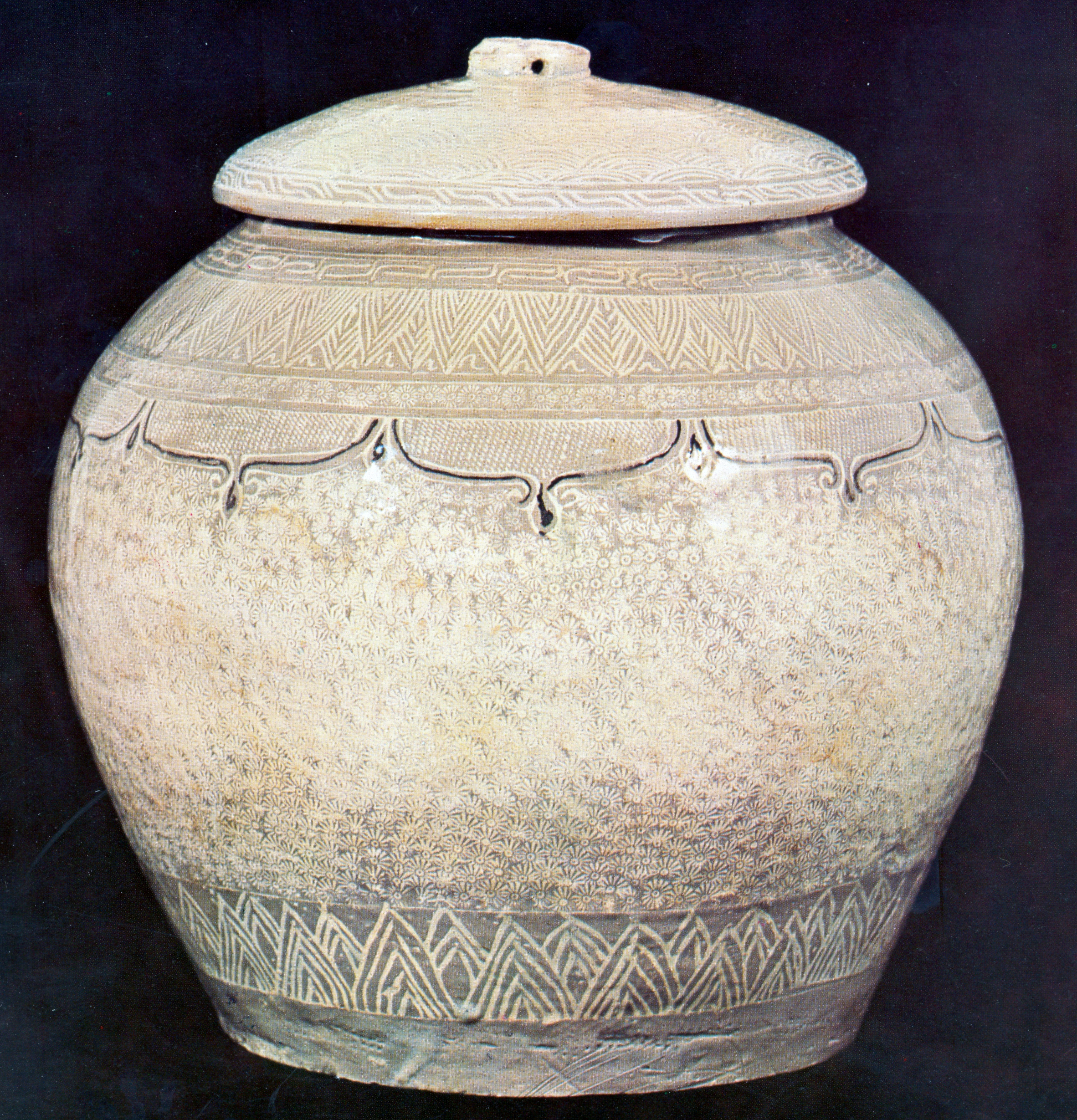
Nyomott krizantémmintás köldökzsinórtartó edény, Dél-Korea 177. nemzeti kincse

Míg a Korjóra (Goryeóra) jellemző kifinomult szeladon a nemesség által preferált kerámia volt, a puncshong (buncheong) testesebb, földközelibb megjelenésű, az egyszerű emberek igényeinek és praktikus életének megfelelő. Az udvari szemléletváltást is tükrözi: a szeladon megmunkálásában a buddhizmus hatása érvényesült (túlvilággal foglalkozó motívumok), míg itt a már konfuciánus társadalom jegyei mutatkoznak meg: a konfuciánusokat nem érdekelte a vallás, a túlvilág, a jelenben, a valóságban kívántak élni. Ezt tükrözi a puncshong (buncheong) motívumvilága is.
A puncshong (buncheong) alapvetően a szeladon továbbgondolt változata, ugyanabból a típusú agyagból készül, de durvább hatású és fehér szlippel van bevonva. A dekoráció tekintetében regionális különbségek alakultak ki. Kjongszang (Gyeongsang) tartományban a nyomásos (inhva (inhwa)) technikát használták, amikor a mintát rányomták a felületre, majd szlippel bevonták. Cshungcshong (Chungcheong) tartományban a máz alatti vas-oxid díszítést (csholhva (cheolhwa)) használták, Csollában (Jeollában) pedig a sgraffito technikát (csohva (johwa)) részesítették előnyben. A puncshong (buncheong) egyik jellegzetessége, hogy nem a királyi fazekasműhelyekben, égetőkemencékben készítették őket, hanem fazekasok az ország minden táján foglalkoztak a készítésével.

## Legnépszerűbb motívumok
A koreaiak számára a hal a szerencsét, a gazdagságot, a sok utódot szimbolizálta, így a kerámiák díszítésénél is gyakori elem a hal. Emellett különféle virágmintákat és absztraktnak tekinthető motívumokat is használtak.